# 許普濟
許普濟（1845年—？），字作舟，广州驻防汉军镶黄旗人，清朝政治人物。进士出身。
同治十三年，登进士。光绪八年正月，擔任清朝廣東省潮州府豐順縣知縣。后由王承鋆接任。